# 山城地区
山城地域（やましろちいき）とは、京都府南部の15市町村を慣用的に表すいわゆる広域地名である   この名称は旧国名の山城国に由来すると考えられるが、旧山城国に含まれる京都市域を含まないことが今日では一般的である。
なお、桂川右岸の３市町（いわゆる乙訓地区）を含まず、宇治市以南の12市町村を指す用例もみられるが、その場合には「南山城地域」や「山城地区」と表現されることも多いようである。
大阪府、奈良県、滋賀県、三重県に隣接し、関西文化学術研究都市（けいはんな学研都市）をはじめとするニュータウンが開発されて京都や大阪のベッドタウンとして人口が急増してきたが、2010年（平成22年）の70万９千人余をピークに人口は減少しつつある。現在の山城地域の人口は約70万人であり、概ね徳島県に匹敵する。今後の人口動態の見通しは地域内で大きく異なり、学研都市地域では2030年ごろまで人口増加が続く一方、南東部の相楽東部地域（笠置町、和束町、南山城村）では2045年頃までに2015年に比べ３分の１に減少すると予測されている 。
交通アクセスについては、戦前から多くの鉄道路線が存在するほか、やや整備が遅れた道路網についても、1980年代末以降、京滋バイパス、第二京阪道路、京奈和自動車道、新名神高速道路などが開通してきた。
大山崎町などは隣接する大阪府北部（北摂地域）、八幡市や京田辺市西部などは同東部（北河内地域）、木津川市や精華町は隣接する奈良県北部（北和地域）との結びつきが強い。

## 市町村
（乙訓地区）
- 向日市
- 長岡京市
- 乙訓郡
  - 大山崎町

（山城地区）
- 宇治市
- 城陽市
- 八幡市
- 京田辺市
- 木津川市
- 久世郡
  - 久御山町
- 綴喜郡
  - 井手町
  - 宇治田原町
- 相楽郡
  - 笠置町
  - 和束町
  - 精華町
  - 南山城村

## 一級河川
- 淀川（宇治川）
- 桂川
  - 小畑川
- 木津川
  - 名張川
  - 布目川

## 交通

### 鉄道
- 西日本旅客鉄道（JR西日本）
  - 東海道新幹線
  - 京都線（東海道本線）
  - 関西本線（加茂駅以西は一般的には大和路線）
  - 奈良線
  - 学研都市線
- 阪急電鉄
  - 京都本線
- 近畿日本鉄道
  - 京都線
- 京阪電気鉄道
  - 京阪本線
  - 宇治線
- 京都市交通局
  - 京都市営地下鉄東西線

### 道路

#### 高速自動車国道
- 名神高速道路
- 京滋バイパス
- 新名神高速道路（城陽JCT・IC～八幡京田辺JCT・IC間）（事業中）

#### 一般国道有料道路
- 第二京阪道路（一般国道1号バイパス。※2008年1月から阪神高速8号京都線に接続）
- 京奈和自動車道（一般国道24号バイパス）

#### 一般国道
（山城地区）
- 国道24号
  - 大久保バイパス
  - 奈良バイパス
- 国道163号
  - 木津バイパス
- 国道307号
  - 宇治田原バイパス
  - 田辺バイパス
- 国道1号
  - 枚方バイパス
  - 洛南道路
- 国道478号
  - 京都第二外環状道路

※国道163号の山城町以東は京都府山城南土木事務所、国道307号は京都府山城北土木事務所、その他は国土交通省京都国道事務所京都第一維持出張所の管理である。

#### 主要府道
（山城地区）
- 京都府道3号大津南郷宇治線
- 京都府道4号笠置山添線
- 京都府道5号木津信楽線
- 京都府道7号京都宇治線
- 京都府道13号京都守口線
- 京都府道15号宇治淀線
- 京都府道22号八幡木津線
- 京都府道33号奈良笠置線
- 京都府道36号大津宇治線
- 京都府道44号奈良加茂線
- 京都府道47号天理加茂木津線
- 京都府道52号奈良精華線
- 京都府道65号生駒井手線
- 京都府道69号城陽宇治線
- 京都府道70号上狛城陽線
- 京都府道71号枚方山城線
- 京都府道72号生駒精華線
- 京都府道81号八幡宇治線
- 京都府道82号上野南山城線

#### 一般府道
（山城地区）
- 京都府道241号向島宇治線
- 京都府道242号二尾木幡線
- 京都府道243号木幡停車場線
- 京都府道244号万福寺線
- 京都府道245号黄檗停車場線
- 京都府道246号宇治停車場線
- 京都府道247号宇治公園線
- 京都府道248号平等院線
- 京都府道249号宇治小倉停車場線
- 京都府道250号新田停車場線
- 京都府道251号富野荘八幡線
- 京都府道252号寺田水主線
- 京都府道253号富野荘停車場線
- 京都府道254号長池停車場線
- 京都府道255号山城青谷停車場線
- 京都府道256号山城総合運動公園城陽線
- 京都府道281号八幡城陽線
- 京都府道282号内里城陽線
- 京都府道283号奥山田射場線
- 京都府道284号八幡京田辺インター線
- 京都府道321号和束井手線
- 京都府道322号上狛停車場線
- 京都府道323号木津停車場線
- 京都府道324号木津加茂線
- 京都府道325号笠置公園線
- 京都府道326号けいはんな記念公園木津線
- 京都府道327号相楽台相楽線
- 京都府道328号相楽台桜が丘線
- 京都府道735号長尾八幡線
- 京都府道736号交野久御山線
- 京都府道751号木津平城線
- 京都府道752号高田東鳴川線
- 京都府道753号月ヶ瀬今山線
- 京都府道754号木津横田線
- 京都府道782号醍醐大津線（例外で京都市管理）
- 京都府道783号宇治田原大石東線
- 京都府道801号京都八幡木津自転車道線

## 管轄郵便局
うち山城地区では、郵便番号は基本的に610番台である（宇治市には601～地域がある）。郵便番号600～619地域は京都中央郵便局の管轄である。

## 電話市外局番
うち山城地区では、下記を除いて原則的に「0774」（宇治MA）である。
- 例外1、宇治市笠取地区・久御山町西部・八幡市の大半

「075」（京都MA）
- 例外2、笠置町と南山城村

「0743」（奈良県奈良MA）
- 例外3、八幡市岩田大谷飛び地（枚方カントリークラブ）

「072」（市内局番は800番台（390番台を含む）、大阪府寝屋川MA）